# Parafia św. Michała Archanioła w Szalowej
Parafia św. Michała Archanioła w Szalowej – parafia znajdująca się w diecezji tarnowskiej w dekanacie łużniańskim.
Do parafii należą wsie Szalowa i Bieśnik z kaplicą filialną pw. Matki Bożej Nieustającej Pomocy.
W parafii służą kapłani: proboszcz i wikariusz oraz rezydent.

## Historia
Parafia we wsi Szalowa została założona przed 1375 r. świadczą o tym zapisy watykańskiej świętopietrzy. Nie zachowały się informacje na temat pierwszej świątyni parafialnej, drugi drewniany kościół wzniesiony został w XVI w. W latach 1575–95 przejęty został przez protestantów.
Do dziś służącym kościołem parafialnym jest kościół św. Michała Archanioła pochodzący z I połowy XVIII w. (lata 1739–1756). Powstał staraniem miejscowego proboszcza Wojciecha Stefanowskiego oraz właściciela wsi Krzysztofa Jordana. Zabytek uznawany za jeden z najcenniejszych drewnianych kościołów w Polsce. W 2000 roku został wytypowany do wpisania na listę światowego dziedzictwa UNESCO a 23 listopada 2017 r. został wpisany na listę Pomników Historii.
Parafia jest miejscem lokalnego kultu związanego z obrazem św. Jana Kantego (łaskami słynący) z roku 1640. Autorem prawdopodobnie jest Jan Chryzostom Proszowski, nadworny malarz króla Jana Kazimierza, a sukienki z 1796 r., wykonane przez Jana Dunina. Kanonizowany został dzięki czterem cudom. Dwa z nich wydarzyły się w Szalowej. Bulla kanonizacyjna wymienia uzdrowioną Mariannę Gawlicką, gospodynię domową oraz Antoniego Oleksowicza, grabarza. W szalowskim kościele wydarzały się też inne cuda np. nie mogąca chodzić Justyna Krupecka (żona organisty z pobliskiej Bobowej), dlatego proces z roku 1687 stwierdza istnienie cudownego obrazu. W ołtarzu św. Kantego znajdują się jego relikwię. W pierwszy czwartek miesiąca odbywa się tutaj nabożeństwo do św. Jana Kantego, a główne święto ku jego czci to odpust w niedzielę około 20 października (wspomnienie w liturgii). Według legendy święty miał przechodzić przez Szalową.

## Proboszczowie
W latach 1575–1605 parafia Szalowa była pozbawiona kapłana katolickiego.
Proboszczowie, administratorzy:
- ks. Sebastian Proszowski (do 1824)[12]
- ks. Wojciech Kossakiewicz (1825, admin., prob. z Polnej)[13]
- ks. Józef Karpiński (1826–1829)[14]
- ks. Wawrzyniec Krutka (1828–1852)[15]
- ks. Stanisław Muszyński (1852–1868)[16]
- ks. Hipolit Lipecki (1868–1885)[17]
- ks. Antoni Walawender (1885–1903)[18]
- ks. Stanisław Niepokoy (1903–1920)[19] [20]
- ks. Józef Cwynar (1920–1943)[21]
- ks. Stanisław Pękala (1944, administrator)[22]
- ks. Stanisław Pękala (1945–1954)[22]
- ks. Karol Durlak (1954–1962)[23]
- ks. Tadeusz Dziedziak (1962–1977)[11]
- ks. Stanisław Tobiasz (1977–2007 /wikariusz od 1972/)[24]
- ks. Marian Wójcik (18.08.2007–15.12.2013)[25]
- ks. Mieczysław Górski (od 15.12.2013 – obecnie)[26]